# Inter Primo
Inter Primo A/S – wywodząca się z Danii międzynarodowa firma zajmująca się ekstruzją tworzyw sztucznych. Główna siedziba firmy znajduje się w centrum Kopenhagi. Inter Primo A/S posiada czternaście zakładów produkcyjnych w ośmiu krajach oraz biuro sprzedażowe w Norwegii. Właścicielem Inter Primo jest Primo Holding A/S.
Inter Primo produkuje profile z tworzyw sztucznych dla różnych branży przemysłu, włączając w to branżę medyczną, morską, budownictwo, transport czy oświetlenie.
Inter Primo zatrudnia 894 pracowników w Europie i Azji, sprzedając swoje produkty globalnie. Korporacja, która powstała w 1959 roku w duńskim miasteczku Tistrup, w obecnym kształcie jest wynikiem ponad 20 fuzji i przejęć konkurencyjnych firm ekstruzyjnych.
Firma jest własnością Primo Holding A/S, którego właścicielami są trzy inne holdingi: D. Grunnet Holding A/s, F. Grunnet Holding A/S i M. Grunnet A/S – są tą firmy Prezesa Zarządu Fleminga Grunneta i jego dwóch córek – Mette i Dorthe.

## Historia

### 1959
Chrestem Jensen – duński przedsiębiorca – zakłada Primo w Tistrup, Dania.
Plastikowe profile produkowane przez firmę zaopatrują miejscowe sklepy narzędziowe i składy drewna.

### 1977
Chresten Jensen sprzedaje swoje udziały w firmie Flemingowi Grunnetowi. Primo przejmuje dwie firmy – Ureflex i Krone Plast. Obie firmy ulokowane są w Danii.

### 1984
Primo, w ramach swojej pierwszej zagranicznej inwestycji, przejmuje szwedzki Kontraplast AB – i zmienia nazwę firmy na Primo Sweden AB. W kolejnych latach PRIMO kupuje kolejną szwedzką firmę – Sondex, a także fińską OY WH Profil AB – tworząc tym samym OY Primo Finland AB. Dyrektorem Zarządzającym fińskiego oddziału zostaje Roger Häggblom.

### 1986
Zostaje utworzona spółka Inter Primo. Rok później powstaje Primo UK w angielskim Manchesterze.

### 1990
Primo kupuje dwóch niemieckich producentów profili z tworzywa, tworząc tym samym Primo Profile GmbH w Niemczech.

### 1995
OY Primo Finland przejmuje konkurencyjną firmę i staje się największym fińskim producentem profili w kolejnych latach. W tym samym roku Primo UK zostaje zamknięte z powodu braku powodzenia na brytyjskim rynku.

### 1996
Primo Sweden kupuje Smålandslisten AB, które zajmuje się produkcją uszczelek silikonowych. Primo buduje nową fabrykę w Żorach, w Polsce. Jest to pierwsza wybudowana przez Primo fabryka.
Polski oddział Primo Profile Sp. z o.o. przejmuje produkcję profili technicznych od firmy Spyra – Primo.

### 1997
Primo przejmuje norweski Vefi Profiler AS.

### 2000
Inter Primo otwiera swoją siedzibę główną w Vestergade w Kopenhadze. Primo Danmark przejmuje dział profili okiennych od Rationel Vinduer A/S.

### 2004
Primo Profile GmbH otwiera nową fabrykę w Berlinie, zawiązuje spółkę joint venture z niemiecką firmą Profilex i kupuje 25% udziałów w chińskim oddziale Profilex w Zhuhai. Rok wcześniej Primo kupiło duńską firmę OTV Plast A/S.

### 2005
Primo Finland rozpoczyna produkcję w nowym zakładzie w rosyjskim Petersburgu. Primo Sweden otwiera nowy zakład produkcyjny w Limmared w Västra Götaland i tam przenosi całą produkcję ze wszystkich swoich szwedzkich fabryk.

### 2019
Primo świętuje swoje 60 urodziny. Primo kupuje holenderską firmę Essentra Extrusion za 16,2 mln euro. Nowy zakład zostaje nazwany Enitor Primo.